# РГД-33
РГД-33 (индекс ГРАУ — 57-Г-712) — советская ручная граната, разработанная в 1933 году на основе гранаты Рдултовского образца 1914/30 года, использовавшейся во время Первой мировой войны.

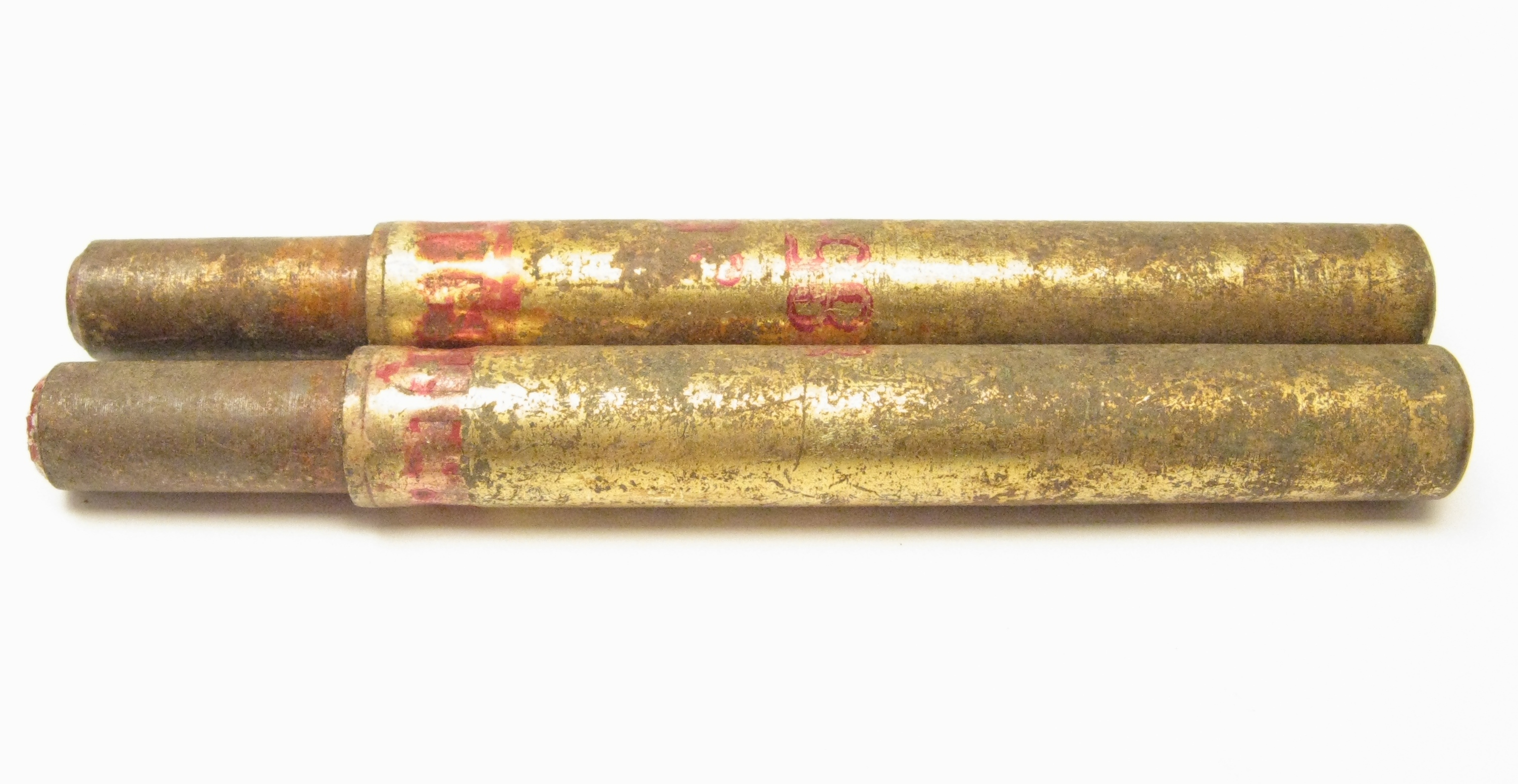
Запалы гранаты РГД-33

Вместе с гранатой на вооружение РККА была принята гранатная сумка для переноски гранат РГД-33.
После окончания боевых действий у озера Хасан осенью 1938 года было принято новое наставление по рукопашному бою РККА, учитывавшее способы применения ручной гранаты РГД-33 в ближнем и рукопашном бою (на основе практического опыта, полученного в ходе боевых действий у озера Хасан).
В декабре 1938 года на основе изучения опыта применения ручных гранат советскими танкистами гранаты РГД-33 было рекомендовано сохранить на вооружении водительского, ремонтного и обслуживающего состава автотранспорта автобронетанковых войск РККА, а танковые экипажи обеспечивать ручными осколочными гранатами Ф-1.

## Описание
РГД-33 является осколочной наступательно-оборонительной гранатой.
Средний вес гранаты без оборонительной рубашки — 495 граммов. Общая длина гранаты с ручкой составляла 191 мм (без боевого взвода).
Технические параметры гранаты могли различаться в зависимости от завода-изготовителя.
Заряд взрывчатого вещества массой 140 грамм (тротил, иногда использовались суррогаты: аммонал, тринитрофенол) содержится внутри цилиндрической боевой части диаметром 52 мм, к которой привинчивается металлическая рукоять с пружиной и ударником. Между боевой частью и рукояткой находится шайба-крыльчатка, которая предотвращает отвинчивание рукоятки. Внутри боевой части между наружной металлической оболочкой и зарядом находится несколько витков стальной ленты с надрезами, из которой образуется множество осколков.
Корпус боевой части РГД-33 имеет гнездо в центре, в которое вставляется запал и закрывается специальной заслонкой. Конструкция заслонки сдвижная у первых образцов и поворотная у поздних. Запал гранаты содержит гремучую ртуть.
Граната поставлялась в войска в разобранном виде — отдельно в ящиках рукоятки с вмонтированными в них ударно-спусковыми механизмами, отдельно боевые части с зарядом ВВ и отдельно запалы. При получении гранаты военнослужащий привинчивал рукоятку к корпусу (после чего от самоотвинчивания рукоятки предотвращала стопорная шайба-крыльчатка) и укладывал в гранатную сумку. Запал хранился отдельно.
4 мая 1945 года был предложен усовершенствованный вариант оборонительного чехла к гранате РГД-33 (с четырьмя Г-образными прорезями и выступами), обеспечивающими возможность создания связки из двух, трёх или четырёх РГД-33. На изобретение был выдан патент, однако сведений о изготовлении и использовании чехлов Н. И. Кондратьева не имеется.

## Использование
Подготовка гранаты к использованию:

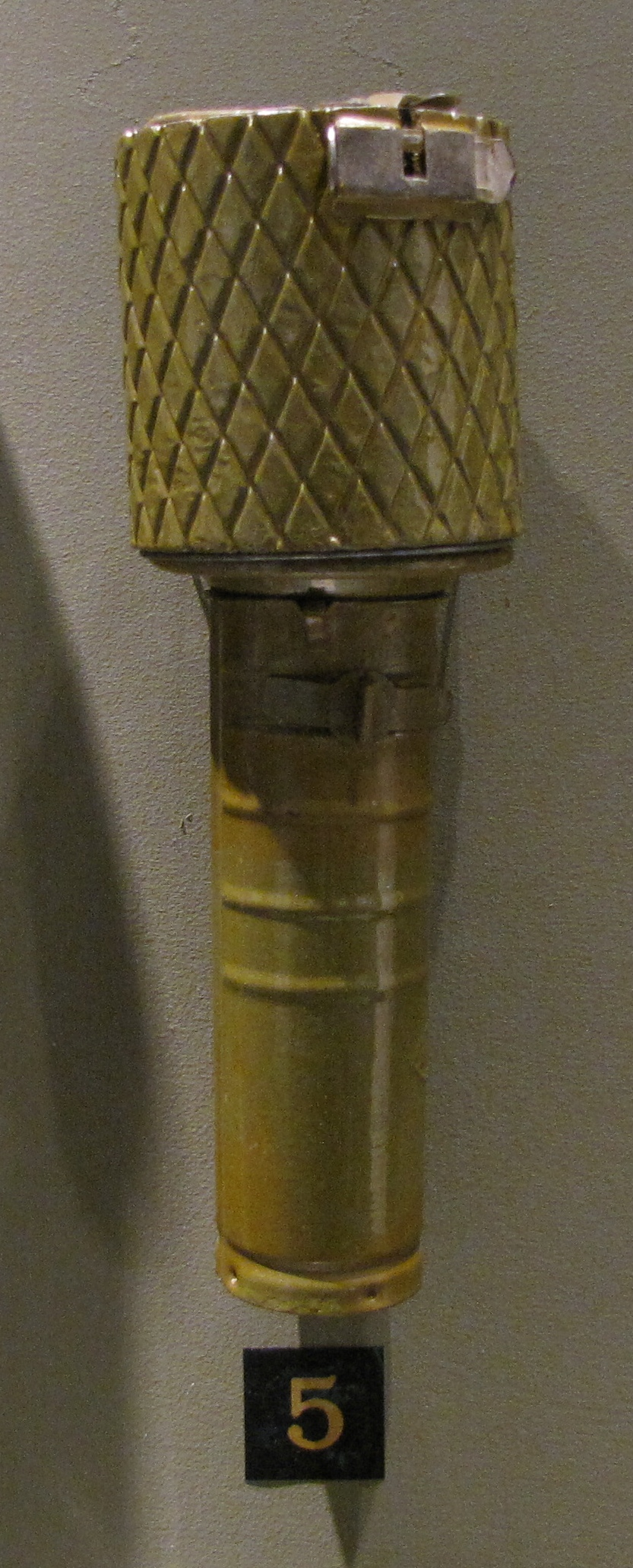
РГД-33 с оборонительной рубашкой (экспонат выставки «70 лет Зимней войне» в Военном музее Хельсинки).

- взвести пружину в рукоятке, удерживая гранату за боевую часть левой рукой, потянуть правой рукой внешнюю трубку рукоятки на себя и повернуть вправо, взводя ударник, после чего отпустить;
- поставить гранату на предохранительный взвод (на предохранитель) во избежание спуска ударника от случайной встряски — повернуть предохранительную чеку на рукоятке так, чтобы она закрыла собою красный маркер на рукоятке;
- вложить в неё запал — открыть отверстие, закрытое заслонкой с тыльной стороны боевой части, опустить туда запал и вновь закрыть его.

Использование гранаты:
- поставить гранату на боевой взвод, освободив перед броском предохранитель на ручке — повернуть предохранительную чеку так, чтобы вновь открылся красный маркер на рукоятке;
- выбирать цель для броска и метнуть в неё гранату — за счёт взмаха внешняя часть рукоятки с ударником соскакивала с боевого взвода и накалывала капсюль запала, запуская процесс его горения;
- при отказе от броска вновь поставить гранату на предохранительный взвод — повернуть чеку в безопасное положение, закрыв ею красный маркер;
- при отказе от использования — после перевода гранаты на предохранительный взвод, открыв заслонку вынуть запал, после чего вновь закрыть заслонкой отверстие с тыльной стороны боевой части, затем снять гранату со взвода — повернуть предохранительную чеку так, чтобы открылся красный маркер, повернуть внешнюю трубку рукоятки влево и отпустить — внешняя часть рукоятки под воздействием ударной пружины вернётся в невзведённое положение.

Время горения запала составляло примерно 3,5…4 секунды.
Дальность броска — от 30 до 40 метров.
Со снятой рубашкой граната являлась наступательной, при взрыве образовывалось до 2 000 осколков массой 0,1…0,3 г с радиусом поражения 25 метров, после которого они быстро теряли скорость и убойную силу. Рукоятка и отдельные крупные осколки гранаты могли быть опасны на значительном расстоянии.
На гранату надевался цилиндрический чехол (рубашка), весом 250 или 125 граммов (облегчённый), имеющий диагональные крестообразные насечки для осколочного дробления при взрыве на куски. При этом граната становилась оборонительной (при взрыве образовывалось до 2400 осколков), радиус поражения составлял до 30 метров.
Метание РГД-33 с надетым оборонительным чехлом производилось только из окопа или из-за укрытия.
Наставление по стрелковому делу 1938 года предусматривало использование связки из трёх — пяти гранат РГД-33 (гранаты должны были быть связаны бечёвкой, проволокой или телефонным проводом так, чтобы рукоятка центральной была направлена в одну сторону, а других — в противоположную). Получившуюся связку гранат (массой 1800…3000 г) с зарядом 600…1000 грамм взрывчатого вещества следовало использовать для уничтожения укреплённых целей (огневых точек, блиндажей и тому подобное), и в качестве противотанкового средства.
Граната была сложна в использовании и изготовлении. РГД-33 была заменена на более простую и удобную РГ-42.
Несмотря на сравнительно низкую технологичность РГД-33, их выпуск продолжался в начальный период Великой Отечественной войны (на заводе «Физприбор № 2» в Кирове и на эвакуированном из Москвы в Алтайский край заводе № 479 наркомата боеприпасов).
В общей сложности за время производства в 1933—1941 гг. в СССР было выпущено свыше 50 млн гранат РГД-33.
Советские партизаны из 1-й Гомельской партизанской бригады весной 1942 года разработали способ применения гранаты РГД-33 в качестве взрывателя для противопоездных мин. Первая такая мина была установлена 1 мая 1942 года на перегоне Потаповка — Галы железной дороги Гомель — Жлобин (в Буда-Кошелёвском районе Гомельской области БССР).

## Варианты и модификации
- Учебно-имитационная граната РГД-33 — применялась для обучения военнослужащих, по массе и габаритам соответствовала боевой РГД-33, но вместо заряда взрывчатки была снаряжена взрывпакетом стандартного образца[9].
- Учебная граната — массогабаритный макет РГД-33 использовался в системе ДОСААФ для обучения метанию гранат до 1980-х гг., в 1984—1985 гг. было предложено заменить учебные гранаты РГД-33 на макеты противотанковых гранат РКГ-3[10]
- РОГ-43 — упрощённый вариант гранаты РГД-33 с улучшенным ударным механизмом, разработанный на эвакуированном в Свердловск заводе им. Калинина под наименованием РГК-42 и принятый на вооружение в 1943 году[11]

## На вооружении
- СССР — до начала Великой Отечественной войны являлась самой массовой ручной гранатой на вооружении РККА[12]. Основные запасы гранат РГД-33 были израсходованы в начальный период Великой Отечественной войны[1], однако некоторое количество оставалось на вооружении войск на Дальнем Востоке, и в последующее время они использовались летом 1945 года в ходе войны с Японией[13].
- Нацистская Германия — трофейные ручные гранаты использовались под наименованием Handgranate 337 (r).

## В массовой культуре
- РГД-33 упоминается в литературно-художественных произведениях, встречается в кинофильмах, телесериалах и компьютерных играх[14].